# Josip Mihalović
Josip Mihalović (16 de janeiro de 1814, Torda, Condado de Torontál, Hungria - 19 de fevereiro de 1891, Agram, Croácia) foi um padre católico romano croata, arcebispo de Agram e cardeal do século XIX.

## Biografia
Mihalović nasceu em Torda, região do Banato, atual município de Žitište, Sérvia. Era filho de Istvan Mihalovic, um oficial. Seu primeiro nome também é listado como József; e seu sobrenome como Mihalovits; e como Mihalovich.
Os Mihalović foram uma família nobre croata na Eslavônia. Até 1763, eram de fé ortodoxa, então seu sobrenome era Mihajlović; após sua conversão ao catolicismo, ascenderam social e economicamente. No século XVIII, eram proprietários da mansão de Orahovica-Feričanci e Čepin e os membros masculinos da família eram oficiais dos Habsburgos.
Estudou no Ginásio de Szeged (filosofia) e no Seminário de Temesvár (teologia). Recebeu as insígnias do caráter clerical e as ordens menores em 27 de fevereiro de 1831; o subdiaconato em 17 de janeiro de 1835; e o diaconato em 18 de abril de 1835. Foi ordenado sacerdote em 12 de agosto de 1836. Na diocese de Csanád, foi cura da paróquia da cidade de Timișoara; caeremoniarius episcopal e notário da Santa Sé, 1837; secretário e assessor, 1842; diretor da chancelaria episcopal, 1846; pró-vigário geral; pároco; vice-arquidiácono; inspetor de escolas; abade de St. Mihal de Vaska.
Como partidário da revolução de 1848, foi condenado a doze anos de prisão, mas foi anistiado em 1852; ficou sob vigilância policial por quatro anos e depois trabalhou como pároco.
Eleito arcebispo de Zagreb pelo Papa Pio IX em 27 de junho de 1870. Consagrado no dia 17 de julho seguinte, na igreja dominicana de Viena, pelo arcebispo Mariano Falcinelli Antoniacci, OSBCas., núncio apostólico na Áustria, assistido por Johann Rudolf Kutschker, bispo auxiliar de Viena, e por Dominik Mayer, ordinário militar da Áustria. Sua cerimônia de entronização ocorreu na catedral em 27 de setembro de 1871.
Criado cardeal-presbítero no consistório de 22 de junho de 1877; recebeu o chapéu vermelho e o título de S. Pancrazio, em 25 de junho de 1877. Participou do conclave de 1878, que elegeu o Papa Leão XIII. Em 1878, o cardeal Mihalović estabeleceu um seminário menor e um ginásio. Em assuntos culturais e eclesiásticos, ele deixou uma marca profunda. Nas batalhas políticas entre a Croácia e a Hungria, ele apoiou a Hungria.
Cardeal Josip Mihalović morreu em Agram, hoje Zagreb, e foi enterrado na Catedral de Zagreb.

## Ligações Externas
- Gcatholic
- «Catholic Hierarchy»